# (100136) 1993 SM4
(100136) 1993 SM4 es un asteroide perteneciente al cinturón de asteroides, descubierto el 19 de septiembre de 1993 por Eric Walter Elst desde el Sitio de Observación de Calern, Caussols, Francia.